# H. Craig Hanna
Pour les articles homonymes, voir Hanna.
H. Craig Hanna, né le 29 juillet 1967 à Cleveland, Ohio (États-Unis), est un peintre figuratif américain qui vit à Paris. Artiste connu pour ses portraits, il se distingue par sa technique du dessin, son sens de la couleur et son art de la composition.
Outre la peinture à l’huile et le dessin qu’il pratique également, il développe depuis plusieurs années une technique qui lui est propre, l’encre et l’acrylique sous plexiglas, selon un procédé proche de la peinture sous verre. Bien qu’essentiellement connu pour ses portraits, il peint également des paysages, genre qu’il a toujours considéré comme central dans son œuvre.
Selon H. Craig Hanna, son œuvre s'inscrit en continuité avec la tradition des maîtres anciens, par l’importance accordée au dessin académique d’après modèle vivant et d’après nature. Les choix de cadrage, de couleur, de composition, de modèle, en font cependant un peintre ancré dans son époque. Ses influences sont diverses : Le Titien, Rembrandt, Vélasquez, Sargent, Whistler, des expressionnistes tels que Klimt, Schiele, et plus récemment Lucian Freud. La statuaire grecque antique est également une grande source d'inspiration.

## Biographie

### Formation
Peintre new-yorkais de formation, H. Craig Hanna a étudié à l'université de Syracuse (Bachelor of Fine Arts, 1991), à la Fine Arts School of Visual Arts (Master of Fine Arts, 1996), avant de se spécialiser à la New-York Academy of Figurative Art en 1998. En 1997, il a été assistant de David Salle et de Ross Bleckner (Bridge Hampton, New York).
Il peint à l’huile depuis son passage à la School of Visual Arts de New York entre 1994 et 1996. Son goût pour la peinture figurative classique, d’après modèle vivant et d’après nature, lui vient de cette époque. Au contact de son professeur de peinture John Foots, il est sensibilisé aux Grands Maîtres de la peinture figurative, notamment Rembrandt, Vélasquez, Sargent et Ingres. Le Metropolitan Museum of Art occupe une place fondamentale dans sa formation académique. La fréquentation assidue des œuvres du musée, notamment celles de Diego Vélasquez, lui permet de parfaire son éducation picturale et d’affermir son trait. L’étude de peintres comme Bonnard ou Vuillard, et des expressionnistes autrichiens Kokoschka et Schiele, lui a permis de s’émanciper de ses influences classiques, en redécouvrant l'importance de la couleur et de la composition en peinture.

### Parcours artistique
Il commence à exposer son travail à l’âge de 29 ans. En 1998, un étage entier lui est réservé chez Bergdorf Goodman à New York. Il expose ensuite à la Cynthia Corbett Gallery à Londres, à la Amalia Johnson Contemporary à Hong-Kong et à Malte. Sélectionné en 2001 et 2006 pour le BP Portrait Award (en), il a été primé en 2001 pour son œuvre Carlos sitting on a clear plastic chair.
Renouant avec la tradition des peintres américains qui, de Sargent à Hopper, sont partis d’Amérique vers l’Europe, H. Craig Hanna a vécu à Malte, Londres et vit aujourd’hui à Paris. À la suite de sa rencontre avec Laurence Esnol en 2006 et sa première exposition parisienne organisée à l'espace Vertbois en juin 2008, il s’installe à Paris. En septembre 2008, Laurence Esnol Gallery ouvre autour de l'œuvre de H. Craig Hanna.

## Spécificité de l'œuvre
L’œuvre de H. Craig Hanna perpétue la tradition des Maîtres Anciens, par l’importance accordée au dessin académique d’après modèle vivant et d’après nature. Il revendique ainsi un large éventail d’influences, qui vont des Grands Maîtres de la figuration classique, de Rembrandt au Titien en passant par Vélasquez, à des peintres de l’époque moderne et contemporaine, de Manet à Courbet en passant par Schiele et Lucian Freud. Les choix de cadrage, de couleur, de composition, de modèle, en font cependant un peintre éminemment ancré dans son époque. L’œuvre de Rothko est également une influence revendiquée, qui se retrouve dans son sens de la couleur et de la composition qui confine parfois à l’abstraction.
Ses portraits se caractérisent par une dimension humaine forte, qui met en avant les failles et la vulnérabilité du sujet, tout en gardant une forme de bienveillance à son égard. H. Craig Hanna prend un soin tout particulier dans le choix de ses modèles, le plus souvent caractérisés par des physiques atypiques. Chaque portrait rend ainsi compte de la singularité du sujet représenté.
L'art de H. Craig Hanna s’exprime à travers différentes techniques, allant de la peinture à l’huile sur bois ou sur toile aux œuvres sur papier (pastel gras, crayon, fusain...). La découverte de la peinture sur plexiglas a été un tournant dans son œuvre. L’exploration des possibilités de cette technique, tels que les effets de transparence induits par la superposition du perspex sur le bois, lui a ouvert de nouveaux horizons artistiques. Cette technique confère à sa peinture une modernité, indépendamment du sujet traité, particulièrement adaptée pour rendre compte de la fragilité d’un visage ou du caractère éphémère d’un paysage.
S'inscrivant dans la tradition de la peinture figurative, H. Craig Hanna dessine et peint sur des grands formats sur bois, sur perspex ou sur toile, ainsi que sur des formats plus intimistes, que ce soit sur bois ou sur papier.
En 2012, Laurence with Blue Gloves constitue un tournant dans la carrière puisque c'est la première fois qu'il représente une figure humaine dans un paysage. Le choix du sujet a également son importance puisque c'est le premier tableau qu'il fait de Laurence Esnol, sa galeriste avec qui il travaille depuis 2008.

### Commentaire
Selon Laurence Lhinarès, chargée de recherche pour le musée du Louvre et la Fondation Custodia, la maîtrise technique et la puissance de son trait permettent de le qualifier de « jeune Maître ».

## Expositions
Son œuvre a été exposée à l’Orangerie du Sénat à Paris et au National Museum of Fine Arts de Malte, ainsi que dans de nombreuses foires en France et en Europe. Il a été sélectionné à deux reprises par le National Portrait Gallery BP Award à Londres.
- Mai-Août 2022, Dessins, Laurence Esnol Gallery, Paris
- Septembre-Décembre 2021, Dessins, Laurence Esnol Gallery, Paris,
- Septembre-Décembre 2021, Portraits, paysages, et Grand Formats, Laurence Esnol Gallery, Paris,
- Janvier-Juillet  2020, Portraits, dessins, peintures, paysages, Laurence Esnol Gallery, Paris,
- Septembre-Décembre 2019, Peintures et Dessins, Laurence Esnol Gallery, Paris
- Mars-Août 2019, Editions limitées, et dessins Laurence Esnol Gallery, Paris
- Avril-Août 2019, Peintures et Dessins, Laurence Esnol Gallery, Paris
- Septembre 2018, La biennale 2018, Stand A5, Grand Palais, Paris
- Juillet 2018-janvier 2019, Exposition spéciale 10 ans, Laurence Esnol Gallery, Paris
- Mars-Juillet 2018, Peintures et Dessins, Laurence Esnol Gallery, Paris
- Décembre 2017-Janvier 2018, Nature, Laurence Esnol Gallery, Paris
- Janvier-Décembre 2017, Portraits, dessins, peintures, paysages, Laurence Esnol Gallery, Paris,
- Octobre-Décembre 2016, Paysages, Laurence Esnol Gallery, Paris
- Octobre-Décembre 2016, Peintures et dessins, Laurence Esnol Gallery, Paris
- Juin-Octobre 2016, dessins, Laurence Esnol Gallery, Paris
- Juin-Octobre 2016, Peintures, Laurence Esnol Gallery, Paris
- Mars-Juin 2016, Peintures et dessins, Musée National d'Histoire et d'Art, Luxembourg
- Janvier-Avril 2016, Peintures et dessins, Laurence Esnol Gallery, Paris
- Juin-Octobre 2015, Limited Editions, Laurence Esnol Gallery, Paris
- Avril 2015, Salon Paris Beaux Arts, de l'antiquité au XXIe siècle, Paris
- Mars-Juin 2015, Peintures monumentales, Laurence Esnol Gallery, Paris
- Janvier-Mars 2015, À corps perdus, Laurence Esnol Gallery, Paris
- Janvier-Mars 2015, Portraits, Laurence Esnol Gallery, Paris
- Février-Avril 2014, Paysages, Laurence Esnol Gallery, Paris
- Janvier 2012, BRAFA, Laurence Esnol Gallery, Bruxelles
- Novembre 2011, St-ART, Laurence Esnol Gallery, Strasbourg
- Novembre 2011, Show Off, Laurence Esnol Gallery, Paris
- Mai 2011, Art by Genève, Laurence Esnol Gallery, Genève
- Janvier 2011, BRAFA, Laurence Esnol Gallery, Bruxelles
- Novembre 2010, St-ART, Laurence Esnol Gallery, Strasbourg
- Novembre 2010, Show Off[12], Laurence Esnol Gallery, Paris
- Août 2010, Orangerie du Sénat, Peintures et Dessins, Paris
- Avril 2010, Lille Art Fair, Laurence Esnol Gallery, Lille
- Mars 2010, Pavillon des Arts & du Design, Laurence Esnol Gallery, Paris
- Mars 2010, Chic Dessin, Laurence Esnol Gallery, Paris
- Décembre 2009, ST-ART, Strasbourg, Laurence Esnol Gallery, Strasbourg
- Novembre 2009, Art En Capital, Grand Palais, Laurence Esnol Gallery, Paris
- Septembre 2009, Salon du collectionneur, Laurence Esnol Gallery, Paris
- Juin 2009, Scope Basel Art Fair, Basel, Laurence Esnol Gallery, Bâle
- Mars 2009, Art Paris, Laurence Esnol Gallery, Paris
- Juillet 2008, Four Yellows, Laurence Esnol Gallery, Paris
- Avril 2008, Slick Dessin, Cynthia Corbett Gallery, New York
- Mars 2008, Sobo Gallery, solo show, Londres
- Mars 2008, Red Dot New York, Cynthia Corbett Gallery, New York
- Février 2008, Form Art Air, National Portrait Gallery, Londres
- Avril 2006, 'Right Outside My Window', National Museum of Fine Arts, La Vallette
- 2006, National Portrait Gallery, BP Portrait Award 2006 - Hermes and George, Londres
- Décembre 2002, Lymann Sann Gallery, Broadway, New York
- Septembre 2002, Westbourne Studios, Notting Hill, Londres
- Avril 2001, Oxo Gallery, Butler's Wharf, Londres
- 2001, National Portrait Gallery, BP Portrait Award 2001 - Carlos Sitting on a Clear Plastic Chair, Londres
- Février 2000, Galerie Martini, Wellington Street, Hong-Kong
- Novembre 1999, Groucho Club, Dean Street, Londres
- Décembre 1999, Blains Fine Art, Bruton Street, Londres
- Avril 1998, Belgarde Gallery, Wooster Street, New York
- Juin 1998, Gallery at Bergdorf Goodman, Fifth Avenue, New York
- Février 1997, Space Gallery, Broadway, New York

H. Craig Hanna est aujourd'hui exposé en permanence et en exclusivité mondiale chez Laurence Esnol Gallery.

## Collections
L'actrice Drew Barrymore, le créateur Marc Jacobs et le réalisateur Paul Morrisey comptent parmi les célébrités qui possèdent ses œuvres dans leurs collections.

## Publication
- Sketchbook by H. Craig Hanna, coédité par Somogy Éditions d'Art et Laurence Esnol Gallery